# Siat
Pour les articles homonymes, voir Siat (homonymie).
Siat est une localité et une ancienne commune suisse du canton des Grisons, située dans la région de Surselva.